# 特羅斯泰恩倫赫峰
61°40′29″N 8°33′25″E / 61.67472°N 8.55694°E
特羅斯泰恩倫赫峰是挪威的山峰，位於該國東南部內陸郡，處於洛姆，距離首都奧斯陸230公里，屬於尤通黑門山脈的一部分，海拔高度2,000米。